# Абрамов Клин
Абра́мов Клин — упразднённая деревня на территории Гатчинского муниципального округа Ленинградской области, была сожжена немецкими войсками во время Великой Отечественной войны.

## История
- 1917—1921 гг. в Лысовском сельсовете Глебовской волости Лужского уезда;
- 1921—1923 гг. в Лысовском сельсовете Глебовской волости Детскосельского уезда;
- 1923—1927 гг. в Лысовском сельсовете Глебовской волости Гатчинского уезда;

АБРАМОВ-КЛИН — хутора, 58 хозяйств, 274 человека.

Латыши — 54 хозяйства, 127 м. п., 131 ж. п., всего 258 человек, поляки — 2 хозяйства, 5 м. п., 7 ж. п., всего 12 человек, русские — 2 хозяйства, 2 м. п., 2 ж. п., всего 4 человека. (1926 год)

- 1927—1928 гг. в Лысовском сельсовете Оредежского района Лужского округа
- 1928—1930 гг. в Тарасинском сельсовете Оредежского района Лужского округа
- 1930—1941 гг. в Тарасинском сельсовете Оредежского района Ленинградской области[2]

План деревни Абрамов Клин. 1937 год

Согласно топографической карте 1937 года деревня насчитывала 31 крестьянский двор, в деревне была своя школа.
- 1941—1944 гг. германская оккупация
- 30 октября 1950 года деревня была исключена из учётных данных по административно-территориальному делению на основании постановления секретариата Президиума Верховного Совета РСФСР. В справочнике по административно-территориальному делению Ленинградской области дано пояснение: «после войны не восстановлена»[3][4].
- 31 декабря 1970 года решением исполкома Ленинградского областного Совета депутатов трудящихся № 604 деревня Абрамов Клин была снята с учёта как населённый пункт из которого фактически выбыло всё население[5].

В настоящее время — на территории Вырицкого городского поселения Гатчинского района.

## География
Деревня находилась на левом берегу реки Оредеж, близ озера Лысцовского.
Ближайший населённый пункт — посёлок Дальний.
Ближайшая железнодорожная станция — Новинка.
Сейчас на месте деревни находится урочище Абрамов Клин.